# Cenate Sopra
Cenate Sopra (lombardul: Senàt San Liù vagy Senàt Sura) település Olaszországban, Lombardia régióban, Bergamo megyében. Lakosainak száma 2510 fő (2023. január 1.). Cenate Sopra Cenate Sotto, Albino, Trescore Balneario, Scanzorosciate és Pradalunga községekkel határos.

## Népesség
A település lakossága az elmúlt években az alábbi módon változott:
| Lakosok száma | 2570 | 2571 | 2510 |
|               | 2017 | 2018 | 2023 |